# SeinfeldVision
"SeinfeldVision" é o episódio de estreia da segunda temporada da série de televisão de comédia de situação norte-americana 30 Rock, e o 22.° da série em geral. Teve o seu enredo escrito pela produtora executiva Tina Fey, e foi realizado pelo produtor Don Scardino. A sua transmissão nos Estados Unidos ocorreu na noite de 4 de Outubro de 2007 através da rede de televisão National Broadcasting Company (NBC). Os actores convidados para o episódio foram Maulik Pancholy, Kevin Brown e Jerry Seinfeld, com este último interpretando uma versão fictícia de si mesmo.
Este episódio se desenvolve no outono de 2007, quando o TGS with Tracy Jordan está prestes a retornar a sua transmissão depois de um hiato de verão. Liz Lemon (interpretada por Fey) procura um encerramento depois de terminar com o seu relacionamento amoroso, enquanto Jack Donaghy (Alec Baldwin) planeia lançar um mês de programação chamado SeinfeldVision. Ao mesmo tempo, a actriz Jenna Maroney (Jane Krakowski) lida com o excesso de peso desenvolvido durante o verão, e o estagiário Kenneth Parcell (Jack McBrayer) torna-se a "esposa de escritório" de Tracy Jordan (Tracy Morgan).
Em geral, "SeinfeldVision" foi recebido com opiniões positivas pela crítica especialista em televisão do horário nobre, com a maior parte dos elogios sendo atribuídos ao enredo e à participação de Seinfeld. De acordo com os dados publicados pelo sistema de mediação de audiências Nielsen Ratings, o episódio foi assistido por uma média de 7,33 milhões de telespectadores norte-americanos, o número mais alto atingido pela série desde o episódio piloto, e foi-lhe atribuída a classificação de 3,4 e nove de share no perfil demográfico dos telespectadores entre os dezoito aos 49 anos de idade, a mais alta de sempre para o seriado.

## Produção

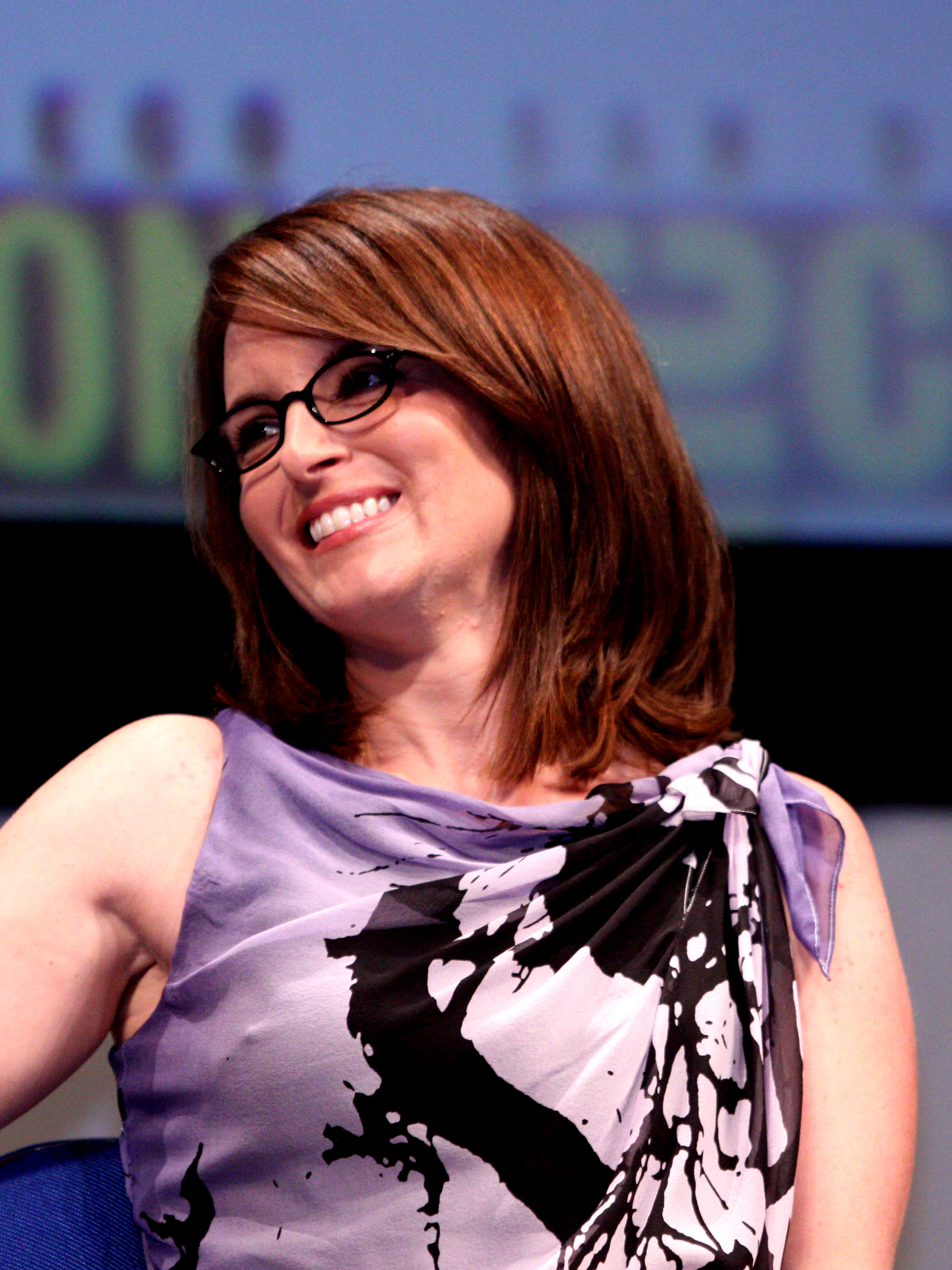
O guião de "SeinfeldVision" foi escrito por Tina Fey, criadora e produtora executiva de 30 Rock.

"SeinfeldVision" é o episódio de estreia da segunda temporada de 30 Rock. O anúncio da renovação do seriado para uma nova temporada foi publicado a 4 de Abril de 2007, contrariando as especulações de um cancelamento devido à audiência insatisfatória da sua primeira temporada. "Desde o início, 30 Rock provou ser o tipo de comédia de qualidade que não aparece com muita frequência, e estamos muito satisfeitos por ter esse programa de volta para uma segunda temporada. Esperamos que continue a construir o seu público cada vez mais leal e se torne mais uma das séries de comédia clássicas da NBC," expressou Kevin Reilly, então presidente da divisão de entretenimento da NBC. Este episódio teve o seu guião escrito por Tina Fey — criadora, produtora executiva, argumentista-chefe e actriz principal em 30 Rock — e foi realizado por Don Scardino, que começou a receber o título de produtor nesta temporada. Foi o nono crédito de Fey em um argumento desta série e o sétimo de Scardino, assim como a terceira vez que ambos recebem estes créditos no mesmo episódio.
Em Julho de 2007, Fey explicou ao jornal The Philadelphia Inquirer que ao invés de incluir várias estrelas convidadas como na primeira temporada, desejava focar-se mais no mundo das personagens criadas para 30 Rock na segunda temporada. Mais tarde naquele mês, na digressão anual da Associação de Críticos de Televisão (TCA), ela e o produtor executivo Lorne Michaels anunciaram a participação de Jerry Seinfeld no episódio de estreia da temporada, marcando assim a terceira aparição do actor, após Mad About You e NewsRadio, em uma comédia de situação desde o fim do seu próprio seriado Seinfeld em 1998. As suas cenas para "SeinfeldVision" foram filmadas a 20 de Agosto de 2007 nos Estúdios Silvercup em Nova Iorque. Seinfeld usou uma peruca para fazê-lo parecer mais semelhante à sua personagem em Seinfeld. Após a primeira peruca, o actor sentiu-se "estranho," mas a sua esposa assegurou-lhe que aquela era a sua aprência no seriado. O entusiasmo demonstrado por Kenneth Parcell, estagiário da NBC, na cena na qual depara-se com Seinfeld no elevador foi genuína. McBrayer é um enorme fã do actor.

## Enredo
No escritório de Jack Donaghy (Alec Baldwin), ele revela a Liz Lemon (Tina Fey) o seu plano de lançar a campanha promocional SeinfeldVision, um mês de programação estrelada por Jerry Seinfeld tornado possível através da edição de sequências de arquivo da série de comédia Seinfeld em programas da NBC. Seinfeld toma conhecimento deste plano e vai ao Prédio GE para confrontar Jack. Após uma negociação, eles concordam em diminuir a promoção para apenas uma noite. Entretanto, por sua vez, Liz continua desamparada pelo término da relação com o seu namorado antes do verão, e um encontro casual com Seinfeld dá-lhe o conselho que desesperadamente precisava. Ela liga para o seu ex-namorado, mas é uma mulher que atende a chamada. Enquanto lida com esse problema, ela e Jenna Maroney (Jane Krakowski) aceitam o convite de Cerie Xerox (Katrina Bowden) para serem suas damas-de-honor. Elas acompanham Cerie a compar o seu vestido de noiva e, quando questionada se desejava experimentar um, Liz acaba comprando. Já Jenna, que actuou na peça teatral Mystic Pizza: The Musical, ganhou peso e tenta sem sucesso distrair a atenção das pessoas. Entretanto, Tracy Jordan (Tracy Morgan) separou-se da sua esposa e agora vive no seu camarim com Kenneth sendo a "esposa do escritório," para cuidar dos actos não-sexuais normalmente desempenhados pela esposa de Tracy.

## Transmissão e repercussão

### Audiência
Nos Estados Unidos, a transmissão original de "SeinfeldVision" ocorreu na noite de 4 de Outubro de 2007 através da NBC, rede na qual foi emitido como o 22.° episódio de 30 Rock no novo horário das 20h30min. Naquela noite, de acordo com as estatísticas reveladas pelo serviço de mediação de audiências Nielsen Ratings, foi visto por uma média de 7,33 milhões de telespectadores norte-americanos, o maior número de visualizações para um episódio da série desde o piloto, e recebeu a classificação de 3,4 e nove de share no perfil demográfico de telespectadores entre os dezoito aos 49 anos de idade. O 3,4 refere-se a 3,4 por cento de todas as pessoas de dezoito a 49 anos de idade nos EUA, e os seis refere-sem a seis por cento de todas as pessoas de dezoito a 49 anos de idade assistindo televisão no momento da transmissão.
Nesse perfil demográfico, esta foi a classificação mais alta de sempre de 30 Rock, recorde previamente detido por "Tracy Does Conan", que na noite de 7 de Dezembro de 2006 recebeu a classificação de 3,2. Além disso, representou uma melhoria de 21 por cento em relação à média de 2,8  alcançada pela série no quarto trimestre televisivo de 2006, e de 36 por cento em relação à média de 2,5 alcançada no segundo trimestre televisivo de 2007. Em comparação com My Name Is Earl, programa transmitido meia-hora antes na NBC naquela noite, 30 Rock teve um aumento de três por cento em número de telespectadores. No perfil demográfico dos telespectadores entre os dezoito aos 34 anos de idade, assim como no dos homens entre essas idades, o programa empatou com Ugly Betty no primeiro lugar dos mais vistos da noite. Naquela semana de transmissão, 30 Rock foi o sexagésimo programa mais assistido de todos os outros transmitidos no horário nobre das quatro grandes emissoras do país.

### Análises da crítica
| Críticas profissionais  | Críticas profissionais |
| Avaliações da crítica   | Avaliações da crítica  |
| Fonte                   | Avaliação              |
| ----------------------- | ---------------------- |
| A.V. Club               | B-                     |
| Alan Sepinwall          | (positiva)             |
| AOL                     | (positiva)             |
| Entertainment Weekly    | (positiva)             |
| IGN                     | 9,4/10                 |
| The New York Observer   | (negativa)             |
| The New York Post       | (positiva)             |
| Pittsburgh Post-Gazette | (positiva)             |
| Television Without Pity | B+                     |
| TV Guide                | (mista)                |

Na sua análise para a revista eletrónica Entertainment Weekly, Jeff Labrecque escreveu que o conceito SeinfeldVision "foi uma maneira inteligente e irônica de incorporar [Jerry] Seinfeld." Embora tenha achado que o episódio teve "alguns momentos mesmo fantásticos" na sua análise para a revista de entretenimento TV Guide, Matt Webb Mitovich criticou a história da "esposa do escritório" entre Kenneth e Tracy porque "já vimos isso antes em outras inúmeras comédias, foi um pouco vazio e cheio de piadas 'fáceis'." Mais desagrado foi expressado em relação à "indumentária listrada... não funcionou. Não," referindo-se a uma piada envolvendo Jenna a tentar desviar a atenção dos argumentistas do TGS ao seu peso recém-adquirido. Para Rick Porter, do portal de notícias norte-americano Zap2it, apesar de não ser o melhor episódio de 30 Rock, este "arranque à segunda temporada em uma nota muito forte" provou que a série continua a ser "uma das comédias mais afiadas e espirituosas da televisão." Esta opinião foi compartilhada pelo crítico Bob Sassone na sua análise para a coluna televisiva TV Squad do portal AOL, para quem este foi um "início muito engraçado" com direito a uma participação de Jerry Seinfeld, cuja escolha não pareceu uma estratégia publicitária. Sassone comentou ainda que a piada sobre o actor ser capaz de comprar a NBC por quatro milhões de dólares americanos foi "uma das muitas razões pelas quais [ele ama] este programa."
Segundo o repórter Rob Owen, do jornal Pittsburgh Post-Gazette, "SeinfeldVision" prova que "a vitória do Emmy de melhor comédia desta série de baixa audiência não foi um acaso imerecido." Alan Sepinwall, colunista de televisão do The Star-Ledger, descreveu "SeinfeldVision" como um episódio "bastante engraçado" no qual "a interpretação de todos é desempenhada em um estilo credível dentro [da série]." "A história em curso dos empregados permanentes fez-me rir tanto que quase caí da cama," escreveu Linda Stasi na sua resenha para o jornal The New York Post. Robert Canning, analista de televisão do portal britânico IGN, comentou que este foi "um episódio fantástico para abrir a temporada. Vamos esperar que eles também possam atrair uma audiência para manter este grande programa no ar."
No entanto, nem todas análises foram positivas. Na sua análise para o jornal The New York Observer, Jake Brooks sentiu que este episódio foram "22 minutos de televisão pobremente aproveitados (bem, apenas a parte [de Jerry Seinfeld] dele, o resto foi muito bom)," enquanto Brian Lowry, da revista norte-americana Variety, descreveu "SeinfeldVision" como um "destaque perfeito dos pontos fortes e fracos desta série, elevados por momentos de inspiração e brilho de Alec Baldwin e fermentados por bobagens consideravelmente menos lisonjeiras." Na sua análise para o jornal The New York Times, Alessandra Stanley descreveu o episódio como "um lembrete de que mesmo os actores e guionistas mais talentosos às vezes escorregam sob pressão," e criticou Seinfeld por aproveitar a sua participação para divulgar o seu longa-metragem Bee Movie. Segundo um comunicado de imprensa revelado pela NBC e a General Electric, aquilo foi feito como metahumor.